# Elena Grölz
Elena Grölz, născută Leonte, (n. 26 iulie 1960, Bacău, România – d. 9 februarie 2025) a fost o jucătoare de handbal germană de origine română. Ea a participat la Jocurile Olimpice de vară din 1992, unde echipa națională germană s-a clasat pe locul patru.

## Palmares
- 4× campioană a României
- 3x câștigătoare al Cupei României
- 3x campion german cu TV Lützellinden
- 2x câștigător al Cupei Germaniei cu TV Lützellinden
- 4× Cel mai bun marcator al Ligii Germane în 1991, 1992, 1993 și 1995 cu TV Mainzlar
- 3× Handbalista germană al anului în 1988, 1991 și 1992

## Legături externe
- en Elena Grölz la Olympedia.org
- Profil la sports-reference.com